# Fermat-elv (optika)
Ez a szócikk Fermat optikai elvével foglalkozik. További jelentéseihez lásd: Fermat-tétel
Az optikával kapcsolatos Fermat-elv azt mondja ki, hogy a fénysugár egy tetszőleges optikai rendszerben mindig olyan pályát követ, amelyre nézve a kezdő és végpontok közötti terjedési idő extrém, általában a lehető legkisebb értéket veszi fel.

## A legrövidebb idő elve

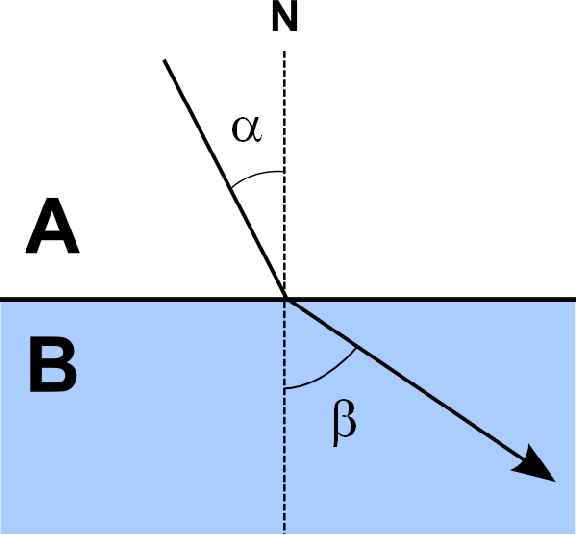
Fénytörés

A probléma alapja, hogy a fény terjedési sebessége különböző közegekben más-más lehet, aminek következtében a közeghatáron fénytörés következik be, vagyis a fénysugár iránya megváltozik. A kérdés az, hogy hogyan határozhatjuk meg azt a pályát, amit a fénynek követnie kell ahhoz, hogy a két közegen a lehető legrövidebb idő alatt haladhasson keresztül.

## Hatása, jelentősége
A Snellius–Descartes-törvény felfedezése az optika fejlődésének egyik mérföldköve volt. Az 1600-as évek elején Willebrord Snel van Royen holland fizikus tapasztalati úton talált rá, ma használt alakjában René Descartes francia filozófus és természettudós írta le először. Kezdetben azonban a törésmutatót egyszerűen anyagi állandónak tekintették, és nem hozták kapcsolatba a terjedési sebességgel. Hatalmas áttörést jelentett ezért az, hogy Fermatnak 1657-ben sikerült egy általános elvből levezetnie. A Fermat-elv sokkal mélyebb, mint a Snellius–Descartes-törvény, hiszen a teljes geometriai optikát tartalmazza, míg a Snellius–Descartes-törvény csak egy speciális esetet, a fénytörését írja le.
A William Rowan Hamilton által a mechanikában megfogalmazott „legkisebb hatás elvének”, és a Fermat-elvnek a meglepő hasonlósága vezette Schrödingert arra, hogy felírja a kvantummechanika alapegyenletét, a Schrödinger-egyenletet. Ezen is túllépett Richard Feynman amikor megmutatta, hogy létezik a kvantummechanikának egy olyan alternatív alakja, amely tisztán a Fermat-elven alapul. A fizikai gondolkodást a geometriai optikától indulva a klasszikus, majd a kvantummechanikán át elvezeti a kvantumoptikáig.